# Конституція Вануату
Конституція Вануату — вищий, основний закон Республіки Вануату.
Конституція була прийнята в 1979 році і набрала чинності з моменту здобуття країною незалежності 30 липня 1980 року.
Конституція стверджує Вануату як «суверенну демократичну державу», з суверенітетом, що належить «народу Вануату, який вони здійснюють через своїх обраних представників». У Конституції перераховані деякі «основні права і свободи особи», встановлено основні права громадянства, а також встановлено основні політичні, судові та культурні установи країни. Серед останніх є Президент, однопалатний Парламент, консультативна Національна рада вождів; Прем'єр-Міністр прямо обирається Парламентом, Верховним судом і Апеляційним судом. Мови біслама, англійська та французька оголошені «офіційними мовами», а англійська та французька — як «основні мови освіти».
Виборче право гарантовано як «загальне, рівне і таємне» і поширюється на всіх громадян у віці 18 років і старше. Члени Національної ради вождів повинні бути «обрані своїми колегами». Особливістю Конституції є те, що Президент обирається колегією виборців, що складається з членів парламенту і голів місцевих самоврядувань.
Виконавча влада належить Прем'єр-Міністру і Раді міністрів. Обов'язки Президента в основному церемоніальні, наприклад, призначення і звільнення міністрів.
Крім того, Конституція передбачає права власності на землю, в тому числі заборона на володіння будь-ким іншим, ніж корінними жителями.
Конституційні поправки приймаються не менше ніж двома третинами всіх членів парламенту на засіданні, на якому присутні принаймні три чверті членів. Деякі поправки повинні бути схвалені на референдумі, перш ніж вони зможуть стати законом.